# Кинг, Уильям (писатель)
Уильям Кинг (англ. William King; род. 7 декабря 1959, Странрар, Шотландия), также известный как Билл Кинг — автор множества популярных фантастических и фентезийных книг, главным образом в сериях Warhammer и Warhammer 40,000 издательства Black Library.

### Рассказы
- «Green Troops»
- «Red Garden»
- «Visiting the Dead»
- «Skyrider»
- «The Price of Their Toys»
- «The Laughter of Dark Gods»
- «Geheimnisnacht»
- «Wolf Riders»
- «Dark Beneath the World»
- «Uptown Girl»
- «Deathwing» (with B. Ansell)
- «Devil’s Marauders»
- «Skaven’s Claw»
- «Easy Steps to Posthumanity»
- «The Mutant Master»
- «In the Belly of the Beast»

### Романы
Серия о Готреке и Феликсе
- Trollslayer
- Skavenslayer
- Daemonslayer
- Dragonslayer
- Beastslayer
- Vampireslayer
- Giantslayer

Серия о Рагнаре:
- Космический Волк (англ. Space Wolf)
- Коготь Рагнара (англ. Ragnar’s Claw)
- Серый охотник (англ. Grey Hunter)
- Волчий Клинок (англ. Wolfblade)

### Другие работы
- Farseer
- Laughter of Dark Gods
- The Inquiry Agent
- Illidan: World of Warcraft
- Warzone: Mutant Chronicles